# Eerste divisie 1993/94 (nacompetitie)/Wedstrijden
Het Nederlandse Eerste divisie voetbal uit het seizoen 1993/94 kende aan het einde van de reguliere competitie een nacompetitie. Alleen de kampioen van de Eerste divisie promoveerde rechtstreeks naar de Eredivisie. Behalve de vier periodekampioenen en de twee hoogst geklasseerde clubs zonder periodetitel namen ook de nummers 16 en 17 van de eredivisie hieraan deel. De acht clubs werden verdeeld over twee poules, beide poulewinnaars veroverden een plaats in de Eredivisie.
Winnaars van deze tweeëntwintigste editie werden RKC en NEC.

## Speelronde 1

### Groep A
|                   |                                                                                       |       |              |                                                                                      |
| 17 mei 1994 19:30 | AZ                                                                                    | 4 – 0 | ADO Den Haag | Stadion: Alkmaarderhout, Alkmaar Toeschouwers: 5.729 Scheidsrechter: Herman van Dijk |
| 17 mei 1994 19:30 | Michel Adam 54' (e.d.) Michael Buskermolen 74' Robert van Dam 84' Rini van Roon 90+3' |       |              | Stadion: Alkmaarderhout, Alkmaar Toeschouwers: 5.729 Scheidsrechter: Herman van Dijk |
| 17 mei 1994 19:30 |                                                                                       |       |              | Stadion: Alkmaarderhout, Alkmaar Toeschouwers: 5.729 Scheidsrechter: Herman van Dijk |
| 17 mei 1994 19:30 |                                                                                       |       |              | Stadion: Alkmaarderhout, Alkmaar Toeschouwers: 5.729 Scheidsrechter: Herman van Dijk |
|                   |                                                                                       |       |              |                                                                                      |

|                   |                                                              |       |                                     |                                                                              |
| 17 mei 1994 19:30 | RKC                                                          | 4 – 2 | Telstar                             | Stadion: Olympia, Waalwijk Toeschouwers: 2.400 Scheidsrechter: Roelof Luinge |
| 17 mei 1994 19:30 | Marcel Brands 16', 56' Romeo van Aerde 43' Marco Boogers 56' |       | 36' Ronald Hoop 44' Regillio Simons | Stadion: Olympia, Waalwijk Toeschouwers: 2.400 Scheidsrechter: Roelof Luinge |
| 17 mei 1994 19:30 |                                                              |       |                                     | Stadion: Olympia, Waalwijk Toeschouwers: 2.400 Scheidsrechter: Roelof Luinge |
| 17 mei 1994 19:30 |                                                              |       |                                     | Stadion: Olympia, Waalwijk Toeschouwers: 2.400 Scheidsrechter: Roelof Luinge |
|                   |                                                              |       |                                     |                                                                              |

### Groep B
|                   |                                                 |       |               |                                                                            |
| 17 mei 1994 19:30 | NEC                                             | 4 – 0 | De Graafschap | Stadion: De Goffert, Nijmegen Toeschouwers: 6.500 Scheidsrechter: Dick Jol |
| 17 mei 1994 19:30 | Ulrich Cruden 16' Cees Lok 19', 66' (pen.), 80' |       |               | Stadion: De Goffert, Nijmegen Toeschouwers: 6.500 Scheidsrechter: Dick Jol |
| 17 mei 1994 19:30 |                                                 |       |               | Stadion: De Goffert, Nijmegen Toeschouwers: 6.500 Scheidsrechter: Dick Jol |
| 17 mei 1994 19:30 |                                                 |       |               | Stadion: De Goffert, Nijmegen Toeschouwers: 6.500 Scheidsrechter: Dick Jol |
|                   |                                                 |       |               |                                                                            |

|                   |                  |       |                                                  |                                                                                |
| 17 mei 1994 19:30 | VVV              | 1 – 3 | SC Heracles                                      | Stadion: De Koel, Venlo Toeschouwers: 3.422 Scheidsrechter: Mario van der Ende |
| 17 mei 1994 19:30 | Hans Vincent 46' |       | 18', 90' (pen.) Michael Dikken 34' Dick Kooijman | Stadion: De Koel, Venlo Toeschouwers: 3.422 Scheidsrechter: Mario van der Ende |
| 17 mei 1994 19:30 |                  |       |                                                  | Stadion: De Koel, Venlo Toeschouwers: 3.422 Scheidsrechter: Mario van der Ende |
| 17 mei 1994 19:30 |                  |       |                                                  | Stadion: De Koel, Venlo Toeschouwers: 3.422 Scheidsrechter: Mario van der Ende |
|                   |                  |       |                                                  |                                                                                |

## Speelronde 2

### Groep A
|                   |                                           |       |                      |                                                                                 |
| 20 mei 1994 19:30 | ADO Den Haag                              | 2 – 1 | RKC                  | Stadion: Zuiderpark, Den Haag Toeschouwers: 3.250 Scheidsrechter: Jef van Vliet |
| 20 mei 1994 19:30 | Harry van der Laan 67' (pen.), 72' (pen.) |       | 89' (e.d.) René Stam | Stadion: Zuiderpark, Den Haag Toeschouwers: 3.250 Scheidsrechter: Jef van Vliet |
| 20 mei 1994 19:30 |                                           |       |                      | Stadion: Zuiderpark, Den Haag Toeschouwers: 3.250 Scheidsrechter: Jef van Vliet |
| 20 mei 1994 19:30 |                                           |       |                      | Stadion: Zuiderpark, Den Haag Toeschouwers: 3.250 Scheidsrechter: Jef van Vliet |
|                   |                                           |       |                      |                                                                                 |

|                   |                 |       |                                                                                             |                                                                            |
| 20 mei 1994 19:30 | Telstar         | 1 – 5 | AZ                                                                                          | Stadion: Schoonenberg, Velsen Toeschouwers: 6.319 Scheidsrechter: Dick Jol |
| 20 mei 1994 19:30 | Ronald Hoop 74' |       | 48' Rini van Roon 55', 66' Robert van Dam 84' (pen.) Dennis den Turk 88' Patrick van Diemen | Stadion: Schoonenberg, Velsen Toeschouwers: 6.319 Scheidsrechter: Dick Jol |
| 20 mei 1994 19:30 |                 |       |                                                                                             | Stadion: Schoonenberg, Velsen Toeschouwers: 6.319 Scheidsrechter: Dick Jol |
| 20 mei 1994 19:30 |                 |       |                                                                                             | Stadion: Schoonenberg, Velsen Toeschouwers: 6.319 Scheidsrechter: Dick Jol |
|                   |                 |       |                                                                                             |                                                                            |

### Groep B
|                   |                       |       |                                           |                                                                                             |
| 20 mei 1994 19:30 | De Graafschap         | 1 – 2 | VVV                                       | Stadion: De Wageningse Berg, Wageningen Toeschouwers: 2.000 Scheidsrechter: Herman van Dijk |
| 20 mei 1994 19:30 | Michel van Oostrum 6' |       | 12' Pieter van Leenders 52' Juno Verberne | Stadion: De Wageningse Berg, Wageningen Toeschouwers: 2.000 Scheidsrechter: Herman van Dijk |
| 20 mei 1994 19:30 |                       |       |                                           | Stadion: De Wageningse Berg, Wageningen Toeschouwers: 2.000 Scheidsrechter: Herman van Dijk |
| 20 mei 1994 19:30 |                       |       |                                           | Stadion: De Wageningse Berg, Wageningen Toeschouwers: 2.000 Scheidsrechter: Herman van Dijk |
|                   |                       |       |                                           |                                                                                             |

|                   |             |                      |     |                                                                                |
| 20 mei 1994 19:30 | SC Heracles | 0 – 1                | NEC | Stadion: Bornsestraat, Almelo Toeschouwers: 4.666 Scheidsrechter: Frans Houben |
| 20 mei 1994 19:30 |             | 14' Jeffrey Kooistra |     | Stadion: Bornsestraat, Almelo Toeschouwers: 4.666 Scheidsrechter: Frans Houben |
| 20 mei 1994 19:30 |             |                      |     | Stadion: Bornsestraat, Almelo Toeschouwers: 4.666 Scheidsrechter: Frans Houben |
| 20 mei 1994 19:30 |             |                      |     | Stadion: Bornsestraat, Almelo Toeschouwers: 4.666 Scheidsrechter: Frans Houben |
|                   |             |                      |     |                                                                                |

## Speelronde 3

### Groep A
|                   |                                                                         |       |                    |                                                                             |
| 23 mei 1994 18:00 | RKC                                                                     | 4 – 1 | AZ                 | Stadion: Olympia, Waalwijk Toeschouwers: 4.200 Scheidsrechter: René Temmink |
| 23 mei 1994 18:00 | Marco Boogers 33', 37' Giovanni van Bronckhorst 62' Romeo van Aerde 72' |       | 18' Ronald van Dam | Stadion: Olympia, Waalwijk Toeschouwers: 4.200 Scheidsrechter: René Temmink |
| 23 mei 1994 18:00 |                                                                         |       |                    | Stadion: Olympia, Waalwijk Toeschouwers: 4.200 Scheidsrechter: René Temmink |
| 23 mei 1994 18:00 |                                                                         |       |                    | Stadion: Olympia, Waalwijk Toeschouwers: 4.200 Scheidsrechter: René Temmink |
|                   |                                                                         |       |                    |                                                                             |

|                   |                    |       |              |                                                                                  |
| 23 mei 1994 18:00 | Telstar            | 1 – 0 | ADO Den Haag | Stadion: Schoonenberg, Velsen Toeschouwers: 2.260 Scheidsrechter: Jaap Uilenberg |
| 23 mei 1994 18:00 | Sander Oostrom 90' |       |              | Stadion: Schoonenberg, Velsen Toeschouwers: 2.260 Scheidsrechter: Jaap Uilenberg |
| 23 mei 1994 18:00 |                    |       |              | Stadion: Schoonenberg, Velsen Toeschouwers: 2.260 Scheidsrechter: Jaap Uilenberg |
| 23 mei 1994 18:00 |                    |       |              | Stadion: Schoonenberg, Velsen Toeschouwers: 2.260 Scheidsrechter: Jaap Uilenberg |
|                   |                    |       |              |                                                                                  |

### Groep B
|                   |                    |       |                                                |                                                                                 |
| 23 mei 1994 19:30 | SC Heracles        | 1 – 2 | De Graafschap                                  | Stadion: Bornsestraat, Almelo Toeschouwers: 4.500 Scheidsrechter: Jef van Vliet |
| 23 mei 1994 19:30 | Folkert Velten 34' |       | 28' René van den Brink 89' Louis van Schijndel | Stadion: Bornsestraat, Almelo Toeschouwers: 4.500 Scheidsrechter: Jef van Vliet |
| 23 mei 1994 19:30 |                    |       |                                                | Stadion: Bornsestraat, Almelo Toeschouwers: 4.500 Scheidsrechter: Jef van Vliet |
| 23 mei 1994 19:30 |                    |       |                                                | Stadion: Bornsestraat, Almelo Toeschouwers: 4.500 Scheidsrechter: Jef van Vliet |
|                   |                    |       |                                                |                                                                                 |

|                   |                  |       |                   |                                                                           |
| 23 mei 1994 19:30 | VVV              | 1 – 2 | NEC               | Stadion: De Koel, Venlo Toeschouwers: 7.200 Scheidsrechter: Roelof Luinge |
| 23 mei 1994 19:30 | Jay Driessen 62' |       | 19', 69' Cees Lok | Stadion: De Koel, Venlo Toeschouwers: 7.200 Scheidsrechter: Roelof Luinge |
| 23 mei 1994 19:30 |                  |       |                   | Stadion: De Koel, Venlo Toeschouwers: 7.200 Scheidsrechter: Roelof Luinge |
| 23 mei 1994 19:30 |                  |       |                   | Stadion: De Koel, Venlo Toeschouwers: 7.200 Scheidsrechter: Roelof Luinge |
|                   |                  |       |                   |                                                                           |

## Speelronde 4

### Groep A
|                   |                                   |       |                      |                                                                                |
| 26 mei 1994 19:30 | ADO Den Haag                      | 2 - 1 | Telstar              | Stadion: Zuiderpark, Den Haag Toeschouwers: 2.000 Scheidsrechter: Frans Houben |
| 26 mei 1994 19:30 | Marcel Koning 45' Dirk Heesen 81' |       | 69' Marcel Oerlemans | Stadion: Zuiderpark, Den Haag Toeschouwers: 2.000 Scheidsrechter: Frans Houben |
| 26 mei 1994 19:30 |                                   |       |                      | Stadion: Zuiderpark, Den Haag Toeschouwers: 2.000 Scheidsrechter: Frans Houben |
| 26 mei 1994 19:30 |                                   |       |                      | Stadion: Zuiderpark, Den Haag Toeschouwers: 2.000 Scheidsrechter: Frans Houben |
|                   |                                   |       |                      |                                                                                |

|                   |    |       |              |                                                                                         |
| 26 mei 1994 19:30 | AZ | 0 – 0 | RKC Waalwijk | Stadion: Alkmaarderhout, Alkmaar Toeschouwers: 8.636 Scheidsrechter: Mario van der Ende |
| 26 mei 1994 19:30 |    |       |              | Stadion: Alkmaarderhout, Alkmaar Toeschouwers: 8.636 Scheidsrechter: Mario van der Ende |
| 26 mei 1994 19:30 |    |       |              | Stadion: Alkmaarderhout, Alkmaar Toeschouwers: 8.636 Scheidsrechter: Mario van der Ende |
| 26 mei 1994 19:30 |    |       |              | Stadion: Alkmaarderhout, Alkmaar Toeschouwers: 8.636 Scheidsrechter: Mario van der Ende |
|                   |    |       |              |                                                                                         |

### Groep B
|                   |                                                    |       |                                                                             |                                                                                             |
| 26 mei 1994 19:30 | De Graafschap                                      | 3 – 4 | SC Heracles                                                                 | Stadion: De Wageningse Berg, Wageningen Toeschouwers: 800 Scheidsrechter: John Blankenstein |
| 26 mei 1994 19:30 | Louis van Schijndel 1' René van den Brink 36', 40' |       | 44' Suvat Karadağ 60' Dick Kooijman 70' Kenan Durmuşoğlu 73' Folkert Velten | Stadion: De Wageningse Berg, Wageningen Toeschouwers: 800 Scheidsrechter: John Blankenstein |
| 26 mei 1994 19:30 |                                                    |       |                                                                             | Stadion: De Wageningse Berg, Wageningen Toeschouwers: 800 Scheidsrechter: John Blankenstein |
| 26 mei 1994 19:30 |                                                    |       |                                                                             | Stadion: De Wageningse Berg, Wageningen Toeschouwers: 800 Scheidsrechter: John Blankenstein |
|                   |                                                    |       |                                                                             |                                                                                             |

|                   |                                            |       |                  |                                                                                   |
| 26 mei 1994 19:30 | NEC                                        | 2 – 1 | VVV              | Stadion: De Goffert, Nijmegen Toeschouwers: 13.000 Scheidsrechter: Jaap Uilenberg |
| 26 mei 1994 19:30 | Jeffrey Kooistra 22' Kees van Wonderen 23' |       | 58' Hans Vincent | Stadion: De Goffert, Nijmegen Toeschouwers: 13.000 Scheidsrechter: Jaap Uilenberg |
| 26 mei 1994 19:30 |                                            |       |                  | Stadion: De Goffert, Nijmegen Toeschouwers: 13.000 Scheidsrechter: Jaap Uilenberg |
| 26 mei 1994 19:30 |                                            |       |                  | Stadion: De Goffert, Nijmegen Toeschouwers: 13.000 Scheidsrechter: Jaap Uilenberg |
|                   |                                            |       |                  |                                                                                   |

## Speelronde 5

### Groep A
|                   |    |                      |         |                                                                                        |
| 29 mei 1994 18:00 | AZ | 0 – 2                | Telstar | Stadion: Alkmaarderhout, Alkmaar Toeschouwers: 9.185 Scheidsrechter: John Blankenstein |
| 29 mei 1994 18:00 |    | 25', 29' Ronald Hoop |         | Stadion: Alkmaarderhout, Alkmaar Toeschouwers: 9.185 Scheidsrechter: John Blankenstein |
| 29 mei 1994 18:00 |    |                      |         | Stadion: Alkmaarderhout, Alkmaar Toeschouwers: 9.185 Scheidsrechter: John Blankenstein |
| 29 mei 1994 18:00 |    |                      |         | Stadion: Alkmaarderhout, Alkmaar Toeschouwers: 9.185 Scheidsrechter: John Blankenstein |
|                   |    |                      |         |                                                                                        |

|                   |                                                                                              |       |              |                                                                                |
| 29 mei 1994 18:00 | RKC                                                                                          | 5 – 0 | ADO Den Haag | Stadion: Olympia, Waalwijk Toeschouwers: 4.200 Scheidsrechter: Herman van Dijk |
| 29 mei 1994 18:00 | Alfred Schreuder 27' Patrick Peelen 55', 73' André Hoekstra 70' Giovanni van Bronckhorst 90' |       |              | Stadion: Olympia, Waalwijk Toeschouwers: 4.200 Scheidsrechter: Herman van Dijk |
| 29 mei 1994 18:00 |                                                                                              |       |              | Stadion: Olympia, Waalwijk Toeschouwers: 4.200 Scheidsrechter: Herman van Dijk |
| 29 mei 1994 18:00 |                                                                                              |       |              | Stadion: Olympia, Waalwijk Toeschouwers: 4.200 Scheidsrechter: Herman van Dijk |
|                   |                                                                                              |       |              |                                                                                |

### Groep B
|                   |                       |       |             |                                                                                 |
| 29 mei 1994 18:00 | NEC                   | 1 – 0 | SC Heracles | Stadion: De Goffert, Nijmegen Toeschouwers: 15.332 Scheidsrechter: René Temmink |
| 29 mei 1994 18:00 | Kees van Wonderen 67' |       |             | Stadion: De Goffert, Nijmegen Toeschouwers: 15.332 Scheidsrechter: René Temmink |
| 29 mei 1994 18:00 |                       |       |             | Stadion: De Goffert, Nijmegen Toeschouwers: 15.332 Scheidsrechter: René Temmink |
| 29 mei 1994 18:00 |                       |       |             | Stadion: De Goffert, Nijmegen Toeschouwers: 15.332 Scheidsrechter: René Temmink |
|                   |                       |       |             |                                                                                 |

|                   |                                          |       |                               |                                                                          |
| 29 mei 1994 18:00 | VVV                                      | 2 – 1 | De Graafschap                 | Stadion: De Koel, Venlo Toeschouwers: 1.000 Scheidsrechter: Jan Wegereef |
| 29 mei 1994 18:00 | Harold Derix 16' Pieter van Leenders 88' |       | 36' (pen.) René van den Brink | Stadion: De Koel, Venlo Toeschouwers: 1.000 Scheidsrechter: Jan Wegereef |
| 29 mei 1994 18:00 |                                          |       |                               | Stadion: De Koel, Venlo Toeschouwers: 1.000 Scheidsrechter: Jan Wegereef |
| 29 mei 1994 18:00 |                                          |       |                               | Stadion: De Koel, Venlo Toeschouwers: 1.000 Scheidsrechter: Jan Wegereef |
|                   |                                          |       |                               |                                                                          |

## Speelronde 6

### Groep A
|                   |                        |       |    |                                                                              |
| 2 juni 1994 19:30 | ADO Den Haag           | 1 – 0 | AZ | Stadion: Zuiderpark, Den Haag Toeschouwers: 600 Scheidsrechter: René Temmink |
| 2 juni 1994 19:30 | Emiel van Eijkeren 75' |       |    | Stadion: Zuiderpark, Den Haag Toeschouwers: 600 Scheidsrechter: René Temmink |
| 2 juni 1994 19:30 |                        |       |    | Stadion: Zuiderpark, Den Haag Toeschouwers: 600 Scheidsrechter: René Temmink |
| 2 juni 1994 19:30 |                        |       |    | Stadion: Zuiderpark, Den Haag Toeschouwers: 600 Scheidsrechter: René Temmink |
|                   |                        |       |    |                                                                              |

|                   |                                          |       |     |                                                                                      |
| 2 juni 1994 19:30 | Telstar                                  | 2 – 0 | RKC | Stadion: Schoonenberg, Velsen Toeschouwers: 3.140 Scheidsrechter: Mario van der Ende |
| 2 juni 1994 19:30 | Marcel Oerlemans 56' Regillio Simons 72' |       |     | Stadion: Schoonenberg, Velsen Toeschouwers: 3.140 Scheidsrechter: Mario van der Ende |
| 2 juni 1994 19:30 |                                          |       |     | Stadion: Schoonenberg, Velsen Toeschouwers: 3.140 Scheidsrechter: Mario van der Ende |
| 2 juni 1994 19:30 |                                          |       |     | Stadion: Schoonenberg, Velsen Toeschouwers: 3.140 Scheidsrechter: Mario van der Ende |
|                   |                                          |       |     |                                                                                      |

### Groep B
|                   |                                              |       |                                                                |                                                                                       |
| 2 juni 1994 19:30 | De Graafschap                                | 3 – 4 | NEC                                                            | Stadion: De Wageningse Berg, Wageningen Toeschouwers: 400 Scheidsrechter: Ton Lammers |
| 2 juni 1994 19:30 | Michel van Oostrum 58', 60' Rob Matthaei 74' |       | 4', 15' Andreas Gliatis 27' Jeffrey Kooistra 42' Sandy Schreur | Stadion: De Wageningse Berg, Wageningen Toeschouwers: 400 Scheidsrechter: Ton Lammers |
| 2 juni 1994 19:30 |                                              |       |                                                                | Stadion: De Wageningse Berg, Wageningen Toeschouwers: 400 Scheidsrechter: Ton Lammers |
| 2 juni 1994 19:30 |                                              |       |                                                                | Stadion: De Wageningse Berg, Wageningen Toeschouwers: 400 Scheidsrechter: Ton Lammers |
|                   |                                              |       |                                                                |                                                                                       |

|                   |             |                                                          |     |                                                                             |
| 2 juni 1994 19:30 | SC Heracles | 0 – 4                                                    | VVV | Stadion: Bornsestraat, Almelo Toeschouwers: 1.000 Scheidsrechter: Hans Blom |
| 2 juni 1994 19:30 |             | 24' Juno Verberne 27', 73' Hans Vincent 84' Werner Smits |     | Stadion: Bornsestraat, Almelo Toeschouwers: 1.000 Scheidsrechter: Hans Blom |
| 2 juni 1994 19:30 |             |                                                          |     | Stadion: Bornsestraat, Almelo Toeschouwers: 1.000 Scheidsrechter: Hans Blom |
| 2 juni 1994 19:30 |             |                                                          |     | Stadion: Bornsestraat, Almelo Toeschouwers: 1.000 Scheidsrechter: Hans Blom |
|                   |             |                                                          |     |                                                                             |

## Voetnoten
ADO Den Haag ·
AZ ·
FC Den Bosch ·
Dordrecht '90 ·
Eindhoven ·
Emmen ·
Excelsior ·
Fortuna Sittard ·
De Graafschap ·
Haarlem ·
Helmond Sport ·
Heracles '74 ·
N.E.C. ·
RBC ·
Telstar ·
TOP ·
BV Veendam ·
FC Zwolle
Eredivisie

1960 · 1975 · 1987 · 1988
Eerste divisie

1973 · 1974 · 1975 · 1976 · 1977 · 1978 · 1979 · 1980 · 1981 · 1982 · 1983 · 1984 · 1985 · 1986 · 1987 · 1988 · 1989 · 1990 · 1991 · 1992 · 1993 · 1994 · 1995 · 1996 · 1997 · 1998 · 1999 · 2000 · 2001 · 2002 · 2003 · 2004 · 2005

Vanaf 2006 staan alle competities op 1 pagina.

2006 · 2007 · 2008 · 2009 · 2010 · 2011 · 2012 · 2013 · 2014 · 2015 · 2016 · 2017 · 2018 · 2019 · 2020 · 2021 · 2022 · 2023 · 2024